# Charles Lynch
Charles Lynch (født 1736, død 29. oktober 1796) var en amerikansk plantageejer og tilhænger af amerikansk uafhængighed af England som anførte en irregulær ret i det centrale Virginia, hvor britiske støtter under den amerikanske uafhængighedskrig blev dømt. Ordet lynching stammer muligvis fra denne ret. Hans domme inkluderede piskning, beslaglæggelse af ejendom, tvungen edsafgivning og tvungen værnepligt – men aldrig hængning.